# Comme un homme libre
Pour plus de détails, voir Fiche technique et Distribution.
Comme un homme libre (The Jericho Mile) est un téléfilm américain réalisé par Michael Mann et diffusée en 1979. À l'instar du téléfilm Duel de Steven Spielberg (1971), Comme un homme libre est exploité dans certaines salles de cinéma en raison de son succès à la télévision. Il s'agit du premier long métrage du réalisateur.

## Synopsis
Larry Murphy est condamné à la perpétuité pour avoir tué son père, alors qu'il clame qu'il l'a fait pour protéger sa sœur. Il purge alors sa peine dans la prison d'État de Folsom. Il va alors s'entraîner à la course à pied dans la cour de sa prison. Il atteint alors un niveau de performance si élevé que certaines personnes pensent l'intégrer à l'équipe olympique américaine. Mais pour des raisons morales, sa sélection est rejetée…

## Fiche technique
Sauf indication contraire, les informations mentionnées dans cette section peuvent être confirmées par la base de données cinématographiques IMDb,  présente dans la section « Liens externes ».
- Titre original : The Jericho Mile
- Titre francophone : Comme un homme libre
- Réalisation : Michael Mann
- Scénario : Patrick J. Nolan et Michael Mann, d'après une histoire de Patrick J. Nolan
- Musique : James Di Pasquale et Jimmie Haskell
- Directeur artistique : Stephen Berger
- Décors : William K. Jolley
- Photo : Rexford Metz
- Montage : Arthur Schmidt
- Producteur : Tim Zinnemann
- Société de production : ABC Circle Films
- Distribution : ABC (TV, États-Unis), S.N. Prodis (France)
- Format : couleur (Metrocolor) - 1.33 : 1 - 35 mm - son mono
- Pays de production :  États-Unis
- Langue originale : anglais
- Genre : drame
- Dates de sortie : 
  - États-Unis : 18 mars 1979 (1re diffusion sur ABC)
  - France : septembre 1980 (festival du cinéma américain de Deauville) et 6 mai 1981 (sortie nationale en salles)

## Distribution
- Peter Strauss (VF : Patrick Poivey) : Larry « Rain » Murphy
- Richard Lawson (VF : Tola Koukoui) : R. C. Stiles
- Roger E. Mosley (VF : Sady Rebbot) : Cotton Crown
- Brian Dennehy (VF : Patrick Floersheim) : Dr D
- Geoffrey Lewis : Dr Bill Janowski
- Billy Green Bush (en) (VF : Roland Ménard) : le directeur Earl Gulliver
- Ed Lauter : Jerry Beloit
- Beverly Todd : Wylene
- Miguel Piñero : Rubio
- William Prince (VF : René Bériard) : le PDG de l'O.A.U.
- Richard Moll : Joker Gibb
- Burton Gilliam (en) (VF : Hervé Jolly) : Jimmy-Jack
- Ji-Tu Cumbuka (en) (VF : Georges Atlas) : Frère Lateef
- Wilmore Thomas : Moo-Moo
- Robert Edward Collins (VF : José Luccioni) : Conway
- Edmund Penney : un officiel de l'O.A.U.
- Ed Morris (VF : Marc Alfos) : le garde 2

## Production
Le tournage n'a duré que 21 jours. Il se déroule en partie à la prison de Folsom en Californie. Certains véritables prisonniers de l'époque apparaissent à l'écran. Il y eut d'ailleurs de nombreux évènements durant le tournage à Folsom : des bagarres entre détenus et même un meurtre. Aucun participant au tournage ne fut cependant impliqué ou blessé.

## Accueil
Le téléfilm reçoit principalement des critiques élogieuses. Christian Science Monitor le décrit comme un « classique mineur de la télévision ». La critique originale du Los Angeles Times met en avant « l’énergie et le potentiel » de l’œuvre et souligne qu'elle aurait mérité une sortie directe au cinéma. L'article du New York Times souligne quant à lui les performances des acteurs. À la suite du succès du film, Michael Mann reçoit de nombreuses propositions de films. Il décide de réaliser Le Solitaire avec James Caan, qui sort en 1981.

## Distinctions
Comme un homme libre est nommé dans plusieurs catégories lors des Emmy Awards 1979. Peter Strauss obtient l'Emmy du meilleur acteur dans une mini-série ou un programme spécial, Arthur Schmidt est récompensé pour le montage et Patrick J. Nolan et Michael Mann pour le scénario. Arthur Schmidt obtient également l'American Cinema Editors 1980 du meilleur montage d'un programme télévisé spécial. Michael obtient le Directors Guild of America Award de la meilleure réalisation pour un téléfilm ou une mini-série en 1980.